# Ordem da Espora de Ouro
A Ordem da Espora de Ouro (em italiano: Speron d'oro), antigamente também conhecida como Ordem da Milícia de Ouro, é uma ordem de cavalaria papal conferida aos que tenham prestado distinto serviço na propagação da fé católica, ou que tenham contribuído para a glória da Igreja, quer pelo talento de armas, escritos, ou outros atos ilustres.
A Ordem da Espora de Ouro teve suas origens no século XIV, associada ao título de Eleitor do Palatinato do Palácio de Latrão, que era um apanágio do Sacro Império Romano. Carlos IV conferiu o título a Fenzio di Albertino di Prato em 15 de agosto de 1357, em Praga. A Ordem começou a ser associada com a nobreza hereditária do condado palatino durante o Renascimento. Logo após a morte do imperador Carlos V, em 1558, a Ordem foi refundada pelo papa Pio IV, em 1559.
No século XIX os membros da Cúria, bispos e núncios papais tiveram o privilégio de nomear beneficiários. Em 1841 a Ordem foi suprimida pelo papa Gregório XVI e absorvida pela Ordem de São Silvestre como a Ordem de São Silvestre e da Milícia de Ouro. Mas Pio X restaurou-a ao status de uma Ordem separada em 7 de fevereiro de 1905, na comemoração do jubileu de ouro da definição dogmática da Imaculada Conceição, e a colocou sob a proteção da Virgem Maria. Nos tempos modernos seus membros se restringem a uma classe de cem cavaleiros de todo o mundo. A honraria é concedida por um Motu proprio do papa. É atribuída exclusivamente por mérito, sem consideração de nascimento nobre, e não mais confere nobreza, como fazia antes de 1841. É a segunda mais elevada Ordem papal, sendo a primeira a Ordem de Cristo.
Nos primeiros dias da Ordem de seus membros tinham o direito de usar um colar de ouro, mas quando a ordem foi reativada em 1905 o colar não foi retomado, embora continue a ser um símbolo da Ordem. Em heráldica eclesiástica os indivíduos que recebem esta Ordem podem inscrever o colar em torno do escudo de seu brasão de armas.
Entre seus recipientes notáveis estão Palla Strozzi, Diego García de Paredes, Rafael Sanzio, Ticiano, Baccio Bandinelli, Giorgio Vasari, Orlande de Lassus, Pomponio Nenna, Ventura Salimbeni, Bonifazio Aldobrandini Bevilacqua, Nicholas Plunkett, Christoph Willibald Gluck, Bartolomeo Cavaceppi, Giacomo Casanova, Wolfgang Amadeus Mozart, Mohammad Reza Pahlavi, Mussolini em 1932 e João de Luxemburgo.